# Ильинское (Можайский район)
Ильинское — деревня в Можайском районе Московской области, в составе сельского поселения Замошинское. На 2010 год, по данным Всероссийской переписи 2010 года, постоянного населения не зафиксировано. До 2006 года Ильинское входило в состав Замошинского сельского округа.
Деревня расположена на западе района, примерно в 13 км к юго-востоку от Уваровки, у истоков безымянного левого притока реки Протва, высота над уровнем моря 237 м. Ближайшие населённые пункты — Высокое на западе и Знаменка на северо-востоке.